# Heath (Teksas)
Heath – miasto w Stanach Zjednoczonych, w stanie Teksas, w hrabstwach Rockwall i Kaufman.
Prawa miejskie uzyskało w 1959 roku.

## Demografia
Według przeprowadzonego przez United States Census Bureau spisu powszechnego w 2010 roku miasto liczyło 6 921 mieszkańców. Natomiast skład etniczny w mieście wyglądał następująco: Biali 93,1%, Afroamerykanie 1,8%, Azjaci 1,8%, pozostali 3,3%.